# Disraeli (film fra 1916)
|  | For andre betydninger, se Disraeli |
Disraeli er en britisk stumfilm fra 1916 af Percy Nash og Charles Calvert.

## Medvirkende
- Dennis Eadie som Benjamin Disraeli.
- Mary Jerrold som Lady Beaconsfield.
- Cyril Raymond som Lord Deeford.
- Dorothy Bellew som Clarissa.
- Fred Morgan som Nigel Foljambe.